# Capitaine Malabar dit La Bombe
Pour plus de détails, voir Fiche technique et Distribution.
Capitaine Malabar dit La Bombe (titre original : Bomber) est un film italien réalisé par Michele Lupo, sorti en 1982.

## Synopsis
Bud Graziano dit « La Bombe », ancien boxeur devenu capitaine des hautes mers, accepte d'entraîner un jeune talent pour venir en aide à son ami Jerry. En effet ce dernier a des problèmes avec un groupe de militaires corrompus menés par Rosco Dunn...

## Fiche technique
- Titre original : Bomber
- Réalisation : Michele Lupo
- Scénario et histoire de Marcello Fondato
- Directeur de la photographie : Giorgio di Battista
- Montage : Eugenio Alabiso
- Musique : Guido et Maurizio de Angelis
- genre : Film d'action, comédie
- Pays :  Italie
- Durée : 96 minutes (1 h 36)
- Date de sortie :
  - Italie : 19 novembre 1982
  - Allemagne de l'Ouest : 5 août 1982
- Affiche : Michel Landi (France)

## Distribution
- Bud Spencer (VF : Claude Bertrand) : Bud Graziano dit « La Bombe »
- Jerry Calà (VF : Marc François) : Jerry
- Mike Miller (VF : Richard Darbois) : Giorgio Desideri
- Kallie Knoetze (VF : Alain Dorval) : Sgt. Rosco Dunn
- Gegia (VF : Maïk Darah) : Susanna
- Valeria Cavalli (VF : Emmanuelle Bondeville) : Claudia
- Nando Murolo : Krupp
- Nando Paone (VF : Patrick Poivey) : Ossario
- Bobby Rhodes : Newman
- Mario Matioli (VF : Marc Cassot) : le commentateur
- Angela Campanella : Lauretta
- Jimmy il Fenomeno
- Piero Del Papa

## Autour du film
- Le film s'inspire directement de Rocky et présente même bon nombre de parallèles à la saga :
  - Bud Graziano est un boxeur déchu qui se convertit en manager, tout comme Mickey Goldmill.
  - Giorgio Desideri n'est à l'origine qu'un petit loubard ayant une bonne droite (contrairement à Rocky Balboa qui est gaucher).
  - À un moment du film, Giorgio fait de l'encaissement et menace de faire du mal en cas de non remboursement.
  - La séquence d'entraînement où Giorgio et Rosco s'entraînent chacun de leur côté. Détail frappant : le thème musical est assez similaire à la chanson Gonna Fly Now et un dernier plan montre Giorgio faire un grand saut victorieux.
  - L'acteur Kallie Knoetze est doublé en français par Alain Dorval, voix régulière de Sylvester Stallone depuis le premier Rocky.
- Un fait exceptionnel dans un film de Bud Spencer : la présence de blessures physiques chez les personnages et plus particulièrement les boxeurs.
- Dans le générique et au début du film, on peut apercevoir un navire de la compagnie Corsica Ferries amarré dans le port de Livourne. Il s'agit du Corsica Viva.